# Gulyás István (kézilabdázó)
Gulyás István (Nagykanizsa, 1968. április 2. –) magyar válogatott kézilabdázó, edző. 1995-ben az év férfi kézilabdázója Magyarországon.

## Pályafutása
Gulyás István Veszprémben, a korszak domináns klubjában töltötte karrierje jelentős részét, 1984-től 1999-ig volt a klub játékosa. Kilencszer nyert magyar bajnoki címet és ugyanennyiszer volt kupagyőztes. 1992-ben tagja volt a Kupagyőztesek Európa-kupája-győztes csapatnak is. 1995-ben az év férfi kézilabdázójának választották Magyarországon. Pályafutása végén Ausztriában töltött négy évet a Bärnbach-Köflach csapatánál, majd a Rinyamenti KC-ban fejezte be az aktív játékot 1996-ban. A Veszprémben 433 tétmérkőzésen 767 gólt szerzett, 2018-ban pályája elismeréseképpen a klub visszavonultatta az általa viselt 7-es mezszámot. A magyar válogatottban 84 találkozón 145 gólt szerzett.
Visszavonulása után vezetőedzőként dolgozott Ausztriában és Kuvaitban, majd 2011-ben hazatért és a Dunaújvárosi Kohász irányítását vette át.
2012 nyarától a Váci NKSE vezetőedzője volt, azonban még a szezon befejezése előtt távozott a klubtól és a következő idénytől 2015 nyaráig a Gyöngyösi KK szakmai munkájáért felelt. 2018 októberében Ljubomir Vranjes menesztését követően a Veszprém megbízott vezetőedzője lett. Egy mérkőzésen, a fehérorosz Breszt elleni Bajnokok Ligája találkozón irányította a csapatot, majd David Davis kinevezését követően a csapat sportigazgatója lett.
2019. július 10-én a magyar férfi válogatott szövetségi kapitányává nevezték ki.
Irányításával a 2021-es világbajnokságon az 5. helyen zárt a magyar csapat.

## Sikerei, díjai
- Magyar bajnokság:
  - Bajnok: 1985, 1986, 1992, 1993, 1994, 1995, 1997, 1998, 1999
- Magyar Kupa:
  - Győztes: 1989, 1990, 1991, 1992, 1994, 1995, 1996, 1998, 1999
- Kupagyőztesek Európa-kupája:
  - Győztes: 1992
  - Döntős: 1993, 1997
- Az év magyar kézilabdázója: 1995

## További információ
- Kozák, Péter (1994). Ki kicsoda a magyar sportéletben?, vol. I. (A–H). Szekszárd: Babits Kiadó. ISBN 963-7806-90-3.